# Velká Dobrá
Velká Dobrá là một làng thuộc huyện Kladno, vùng Středočeský, Cộng hòa Séc.